# Vatican Advanced Technology Telescope
Vatican Advanced Technology Telescope je dalekohled pracující v optickém a infračerveném oboru elektromagnetického spektra, který je součástí observatoře Mount Graham v jihovýchodní Arizoně. Dalekohled přijal první světlo v roce 1993. Jeho provozovatelem je Vatikánská observatoř, což je jedno z nejstarších středisek vědeckého výzkumu na světě, ve spolupráci s Arizonskou univerzitou v Tucsonu.

## Historie
Katolická církev se o astronomii zajímá dlouhodobě. Jedním z důvodů jsou například Velikonoce, které jsou pohyblivým svátkem a jejichž datum se vypočítává pro každý rok. Astronomická pozorování byla důležitá i pro zavedení gregoriánského kalendáře.
Počátky vatikánské observatoře sahají do roku 1576, kdy papež Řehoř XIII. rozhodl o výstavbě pozorovatelny nad palácem při severní straně nádvoří Belvedere ve Vatikánu (dnešní Věž větrů – italsky Torre dei Venti nebo Torre Gregoriana).
Koncem 19. století byly pro účely anstronomického studia upraveny kruhové věže, které jsou součástí středověkých leonských hradeb v západní části Vatikánu. V roce 1935 však musely být přístroje kvůli světelnému znečištění přesunuty do areálu papežského letního sídla v Castel Gandolfu, přibližně 30 km jihovýchodně od Vatikánu. Nicméně v 70. letech stále rostoucí světelné znečištění začalo rušit pozorování i v Castel Gandolfu.
V roce 1978 se ředitelem vatikánské observatoře stal Američan George Coyne, který předtím působil v Arizoně. Díky svému původu dokázal zprostředkovat spolupráci Vatikánské observatoře s Arizonskou univerzitou v Tucsonu, která provozuje Stewardovu observatoř. Arizona má příznivé podmínky pro astronomická pozorování a tyto podmínky chrání zákonem. V roce 1981 vzniklo v Tucsonu centrum, zvané Vatican Observatory Research Group (VORG). V roce 1987 byla založena Nadace Vatikánské observatoře (Vatican Observatory Foundation), jejímž účelem bylo získání prostředků na stavbu nového špičkového dalekohledu – Vatican Advanced Technology Telescope (VATT). Dalekohled byl vystavěn na observatoři Mount Graham a první vědecká pozorování na něm začala v roce 1995.

## Konstrukce dalekohledu
Srdcem dalekohledu je borokřemičité primární zrcadlo voštinové konstrukce, které má velkou světelnost f/1,0 a jehož ohnisková vzdálenost 1,83 m je tedy shodná s jeho průměrem. Díky takto krátké ohniskové vzdálenosti je dalekohled postaven jako Gregoryho konstrukce, která používá duté sekundární zrcadlo umístěné za ohniskem a ve výsledku má neobvykle přesné zaostřování v celém zorném poli.
Neobvyklá optická konstrukce dalekohledu a vylepšený způsob výroby zrcadel umožnily, aby se jeho obě zrcadla, primární a sekundární, zařadila mezi nejpřesněji vyrobená zrcadla pro pozemní dalekohled. Obloha nad observatoří Mount Graham je navíc nejčistší, nejklidnější a nejtmavší v celé pevninské severní Americe a viditelnost zde pravidelně dosahuje lepší hodnoty než jedna úhlová vteřina i bez adaptivní optiky.
Primární zrcadlo dalekohledu bylo vyrobeno Arizonskou univerzitou, která rozvinula neobvyklý způsob výroby zrcadel rotačním odléváním a následným leštěním, který byl následně použit i pro zrcadla MMT Observatory a sousedního Velkého binokulárního dalekohledu.

## Výzkum

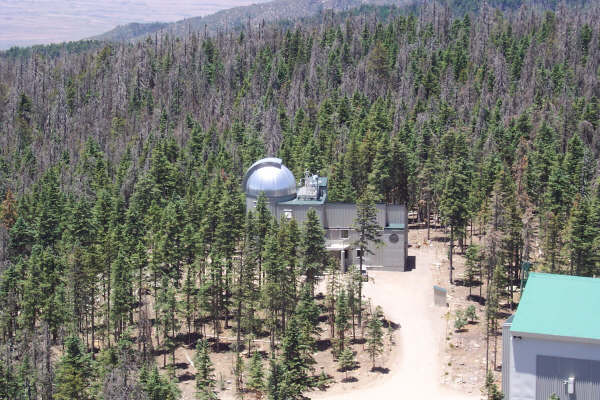
VATT na snímku z blízkého dalekohledu LBT; Autor: Yvette Cendes

Díky svým výjimečným vlastnostem se dalekohled používá převážně pro snímkování a fotometrii, při nichž svým výkonem překonává jinde umístěné mnohem větší dalekohledy. Mezi objevy získané tímto dalekohledem patří masivní halo objekty (MACHO) v galaxii v Andromedě, které byly zjišťovány pomocí mikročočkování, a dalekohled VATT při tom spolupracoval s observatoří MDM.
Dalším úspěchem bylo zkoumání planetky (3782) Celle, u níž bylo díky dalekohledu VATT zjištěno, že jde o první dvojité těleso mezi vestoidy.

## Financování
Governatorát Městského státu Vatikán platí osazenstvo Vatikánské observatoře a běžné výdaje na výzkum, ale samotnou stavbu a údržbu dalekohledu platí Nadace Vatikánské observatoře (anglicky Vatican Observatory Foundation), která přijímá příspěvky od dobrovolných dárců. Největšími dárci pro stavbu observatoře byli Fred a Alice Lennonovi a Thomas J. Bannan.